# Estadio de la Murta
El Estadio de La Murta es un estadio de fútbol de Játiva, Valencia, Comunidad Valenciana, inaugurado en 1920, que actualmente tiene un aforo actual de 9000 espectadores, 2000 de los cuales son localidades cubiertas en la zona de tribuna y en el que disputa sus partidos como local el Olimpic de Xativa.

## Historia
El campo lleva en la misma ubicación desde su inauguración, en principio se construye la antigua grada de tribuna y una grada de un solo peldaño que rodeaba todo el campo. En la temporada 1960-61 se construye la antigua grada del fondo Norte (ya desaparecida), mientras que en la temporada 1986-87 se construye la grada Este (General).
Posteriormente en 1988 se inaugurarian las nuevas graderías del fondo Norte y fondo Sur (que pueden albergar unos 1600 espectadores) y se remodelaría el terreno de juego en dimensiones. Finalmente dentro del primer semestre del año 1990 se construiría la nueva grada de tribuna y en el año 2000 se colocaría la modernísima cubierta de dicha la gradería.
El estadio fue lugar del mejor resultado cosechado por el Olimpic de Xativa al Real Madrid con un 0-0 en la Copa del Rey, el 8 de diciembre de 2013.